# Lentua
Lentua är en sjö i Finland. Den ligger i kommunen Kuhmo i landskapet Kajanaland, i den centrala delen av landet, 500 km nordost om huvudstaden Helsingfors. Lentua ligger 167,9 meter över havet. Den är 52 meter djup. Arean är 77,84 kvadratkilometer och strandlinjen är 271,41 kilometer lång. Sjön  ingår i Uleälvens huvudavrinningsområde. 